# 1219
1219 (MCCXIX) a fost un an obișnuit al calendarului iulian.

## Evenimente
- 15 iunie: Bătălia de la Lyndanisse: cruciații danezi conduși de regele Valdemar al II-lea, chemați de Ordinul gladiferilor, cuceresc Tallinn, în Estonia, după ce ocupaseră insulele Rügen, Ösel și Dagö; nordul Estoniei trece sub stăpânirea daneză.
- 5 noiembrie: Damietta, în Egipt, este cucerită de participanții la Cruciada a cincea, sub conducerea lui Jean de Brienne, regele Ierusalimului; cruciații înaintează către Cairo; ruperea digurilor Nilului le oprește înaintarea.

### Nedatate
- Apariția celui mai vechi drapel național, cel al Danemarcei, cu ocazia campaniei din Estonia.
- Cneazul de Halici, Coloman, fiu al regelui Andrei al II-lea al Ungariei, este luat prizonier de cneazul Mstislav de Novgorod.
- Conciliul de la Lateran: papa Honoriu al III-lea ordonă exterminarea tuturor ereticilor.
- Crearea patriarhiei Serbiei de către Sfântul Sava.
- Este fondat orașul Al Mansourah, în Egipt.
- Franciscanii se instalează la Paris.
- Începe invazia mongolilor lui Ginghis Han asupra Sultanatului musulman al Horezmului, care se întindea în Turkistan, Afghanistan și Persia.
- Mai mulți duci lituanieni semnează un tratat cu cneazul de Halici-Volynia.
- Principatul de Antiohia este definitiv unit cu comitatul de Tripoli.
- Sfântul Francisc din Assisi introduce creștinismul în Egipt, în contextul Cruciadei a cincea.

## Arte, științe, literatură și filosofie
- Crearea Universității din Bologna, specializată în științe juridice.
- Edificarea marelui Buddha din bronz la Kamakura, în Japonia.
- Introducerea morii de vânt în China.
- Papa Honoriu al III-lea interzice predarea dreptului roman la Universitatea din Paris.

## Nașteri
- 5 mai: Alfonso al II-lea, viitor rege al Portugaliei (d. 1223)
- Christof I, viitor rege al Danemarcei (d. 1259)

## Decese
- 5 mai: Leon al II-lea, rege al Armeniei (n. 1150)
- Cazimir al II-lea, duce al Pomeraniei occidentale (n. ?)
- Iolanda de Hainaut, împărăteasă latină de Constantinopol (n. 1175)
- Jayavarman al VII-lea, conducător al Imperiului Khmer (n. 1181)
- Petru al II-lea de Courtenay, împărat latin de Constantinopol (n.c. 1150)

## Înscăunări
- Ala ed-din Kaykobad I, sultan selgiucid de Rum (1219-1237).